# Vincent Planté
Vincent Planté (ur. 19 listopada 1980 w Lille) – francuski piłkarz występujący na pozycji bramkarza. Obecnie jest zawodnikiem Arles.

## Kariera klubowa
Planté zawodową karierę rozpoczynał w 1999 roku w drugoligowym klubie AS Cannes. W Ligue 2 zadebiutował 12 listopada 1999 w przegranym 0:1 ligowym meczu z LB Châteauroux. W 2001 roku spadł z klubem do Championnat National. W Cannes spędził jeszcze dwa sezony. W sumie rozegrał tam 68 ligowych spotkań.
Latem 2003 podpisał kontrakt z drugoligowym SM Caen. W 2004 roku awansował z zespołem do Ligue 1. W tych rozgrywkach pierwszy mecz zaliczył 2 października 2004 przeciwko Girondins Bordeaux (1:1). W 2005 roku wystąpił z klubem w finale Pucharu Ligi Francuskiej, jednak Caen przegrało tam 1:2 ze Strasbourgiem. W tym samym roku spadł z klubem do Ligue 2. W 2007 roku powrócił z zespołem do Ligue 1. W 2009 roku ponownie spadł z klubem do Ligue 2. Wówczas odszedł z Caen.
Latem 2009 roku został graczem pierwszoligowego AS Saint-Étienne, jednak przez cały sezon nie zagrał żadnego ligowego meczu i wypożyczono go do beniaminka Ligue 1 – Arles.
| Sezon   | Klub                    | Kraj    | Rozgrywki  | Mecze | Bramki | Rozgrywki Europy | Mecze | Bramki |
| ------- | ----------------------- | ------- | ---------- | ----- | ------ | ---------------- | ----- | ------ |
| 1999/00 | AS Cannes               | Francja | Division 2 | 2     | 0      | -                | -     | -      |
| 2000/01 | AS Cannes               | Francja | Division 2 | 18    | 0      | -                | -     | -      |
| 2001/02 | AS Cannes               | Francja | National   | 8     | 0      | -                | -     | -      |
| 2002/03 | AS Cannes               | Francja | National   | 14    | 0      | -                | -     | -      |
| 2003/04 | SM Caen                 | Francja | Ligue 2    | 1     | 0      | -                | -     | -      |
| 2004/05 | SM Caen                 | Francja | Ligue 1    | 25    | 0      | -                | -     | -      |
| 2005/06 | SM Caen                 | Francja | Ligue 2    | 36    | 0      | -                | -     | -      |
| 2006/07 | SM Caen                 | Francja | Ligue 2    | 38    | 0      | -                | -     | -      |
| 2007/08 | SM Caen                 | Francja | Ligue 1    | 31    | 0      | -                | -     | -      |
| 2008/09 | SM Caen                 | Francja | Ligue 1    | 36    | 0      | -                | -     | -      |
| 2009/10 | AS Saint-Étienne        | Francja | Ligue 1    | 0     | 0      | -                | -     | -      |
| 2010/11 | AC Arles-Avignon (wyp.) | Francja | Ligue 1    | 18    | 0      | -                | -     | -      |
| 2011/12 | En Avant Guingamp       | Francja | Ligue 2    | 12    | 0      | -                | -     | -      |
| 2012/13 | En Avant Guingamp       | Francja | Ligue 2    | 1     | 0      | -                | -     | -      |

Stan na: 17 stycznia 2013 r.